# Formula–1 szaúd-arábiai nagydíj
Az első szaúd-arábiai nagydíjat 2021-ben rendezték meg a Jeddah Street Circuit nevű utcai versenypályán Dzsiddában, amely a leghosszabb és egyben a leggyorsabb utcai pálya. A pályát a német Carsten Tilke tervezte, aki a Formula–1 legismertebb pályatervezője, Hermann Tilke fia. A versenyt teljes egészében este rendezik mesterséges fényviszonyok között. A pálya 6,175 km hosszú és 27 kanyarból áll. A pályáról gyönyörű kilátás nyílik a Vörös-tengerre.
A szaúd-arábiai nagydíj a harmadik verseny az arab térségben. Bahrein a 2021-es szezonban március 28-án rendezte az év első versenyét, Abu-Dzabi pedig közvetlenül a dzsiddai futam után, december 12-én zárta le a szezont. A szaúd-arábiai verseny 2022-ben átkerült a versenynaptár elejére, a bahreini szezonnyitó után a második futamot már itt tartották.
2028-ban a tervek szerint a futam átkerül a Rijád mellett épülő sportkomplexumba, a Qiddiya Speed Park névre hallgató versenypályára.

## Futamgyőztesek
| Év   | Versenyző      | Konstruktőr | Pálya   | Összefoglaló |
| ---- | -------------- | ----------- | ------- | ------------ |
| 2025 | Oscar Piastri  | McLaren     | Dzsidda | Összefoglaló |
| 2024 | Max Verstappen | Red Bull    | Dzsidda | Összefoglaló |
| 2023 | Sergio Pérez   | Red Bull    | Dzsidda | Összefoglaló |
| 2022 | Max Verstappen | Red Bull    | Dzsidda | Összefoglaló |
| 2021 | Lewis Hamilton | Mercedes    | Dzsidda | Összefoglaló |